# Darkling
Darkling (Mrak) è un film del 2022, diretto da Dušan Milić.

## Trama
Ambientato in Kosovo, è la storia di una famiglia che vive sotto la protezione dell'unità militare KFOR: la guerra verrà raccontata con un tocco di horror.

## Distribuzione
Il film è stato distribuito nelle sale cinematografiche italiane a partire dal 21 aprile 2022.